# Morten Niels Jakobsen
Morten Niels Jakobsen (født 22. juli 1974 i Hjørring) er en dansk embedsmand, der har været departementschef i Ministeriet for Fødevarer, Landbrug og Fiskeri siden januar 2021. Han er uddannet som cand.jur. fra Aarhus Universitet i 1999.
Tidligere har han været styrelsesdirektør i Vurderingsstyrelsen og i Spillemyndigheden, samt været statsadvokat hos Bagmandspolitiet.